# Агроземи
Агроземи — ґрунти, істотно перетворені внаслідок тривалого агротехнічного впливу — розорювання, застосування добрив, вирощування різних культурних рослин та ін. і з тривалістю та характером впливу на ґрунт людини.
Антропогенні перетворення в агроземах найсильніше виявляються в поверхневому горизонті (так званому орному горизонті), для якого характерна однорідність і потужність понад 25 см. У порівнянні з поверхневим шаром вихідного ґрунту в орному горизонті відбуваються зміни фізичних, хімічних та біологічних властивостей ґрунту, при цьому не завжди такі зміни є позитивними, що ведуть до підвищення родючості: в агроземах можуть спостерігатися різні негативні зміни, включаючи забруднення ґрунту, його ущільнення, зниження вміст у ній органічних речовин. Вниз за профілем для агроземів характерна різка зміна орного горизонту якимось природним горизонтом.
Поняття «агрозем» та супутні йому терміни були введені в 1997 році в нормативному документі «Класифікація ґрунтів Росії», виданому Ґрунтовим інститутом імені В. В. Докучаєва. У цьому документі, який став результатом доопрацювання та переробки «Класифікації та діагностики ґрунтів СРСР», що діяла з 1977 року, антропогенно-перетворені ґрунти вперше були включені в загальну систему класифікації ґрунтів. У відповідність до нової класифікації агроземи утворюють ґрунтовий таксон у ранзі відділу у складі стовбура постлітогенних ґрунтів; у відділі агроземів виділяють 13 ґрунтових типів.